# Dulacia singularis
Dulacia singularis là một loài thực vật có hoa trong họ Olacaceae. Loài này được Vell. mô tả khoa học đầu tiên năm 1829.